# دشت ده (صوغان)
دشت ده (بالفارسية: دشت ده) هي قرية تقع في إيران في قسم صوغان الريفي. يقدر عدد سكانها بـ 366 نسمة .